# メガネのイタガキ
株式会社板垣 （いたがき）は、群馬県伊勢崎市に本社を置き「メガネ・補聴器の板垣（メガネのイタガキ）」を運営する株式会社。1924（大正13）年に「板垣時計店」として創業。現在は、メガネ・サングラス・コンタクトレンズ・補聴器などの取扱いを行っている。群馬県を中心とした４県36店舗（2024年12月現在）展開。最大時には1都4県に56店舗展開していた。眼鏡店以外にも、以前は個別指導型学習塾「ITTO個別指導学院」を7教室、機能訓練特化型デイサービス 「ゲンキネクスト」を2施設FC展開していた。代表取締役社長は板垣雅直。

## 概要

### 独自のサービスや営業スタイル
メガネの修理・調整、洗浄クリーニングの無料サービスのほかに、自社独自のサービスとして自宅への送迎サービスやメガネのお届けサービス、中学3年生までの『ジュニアクラブ保証』、人型ロボット『Pepper(ペッパー)』の店舗導入、移動販売車を利用した出張サービス、高崎本店でのスポーツビジョントレーニングブースの設置、オンラインビデオ通話サービスアプリを使用したオンライン接客などを実施している。

### CMやイメージキャラクターに起用した有名人
2000（平成12）年 元競輪選手の中野浩一をイメージキャラクターに起用。
2020（令和2）年 池田美優（みちょぱ）を起用したテレビCMも放映している。
2024  (令和6) 年 群馬県出身のタレント中山秀征 をイメージキャラクターに起用。

### メガネ・サングラス・コンタクトレンズの提供
- 映画「グリモン DREAM OF FLYING CAR」（監督 藤橋誠）に衣装（メガネ）提供。
- 元大関 KONISHIKI（小錦八十吉）にメガネ、サングラスを提供。
- パナソニックワイルドナイツに、コンタクトレンズを提供。
- 吉本興業群馬住みます芸人のアンカンミンカン川島大輔にメガネ、サングラスを提供。
- ラグビー日本代表選手の稲垣啓太、堀江翔太、布巻峻介にサングラスを提供。
- OPBF東洋太平洋ウェルター級王者で元プロボクサーの亀海喜寛にメガネを提供。
- 群馬県出身のタレント 中山秀征にメガネ、サングラスを提供。

### スポンサー
地元群馬県に本拠地を置くプロスポーツチームや団体のスポンサーも多く行っている。
サッカーJリーグのザスパクサツ群馬（当時はザスパ草津）の2005年シーズン、2006年シーズンの2シーズンにわたりユニホームスポンサーとしてサポートをしたり、ラグビーリーグワンの埼玉パナソニックワイルドナイツの群馬で開催されるトップリーグ公式戦では毎年メインスポンサーをしている。また、プロ野球BCリーグ群馬ダイヤモンドペガサスのスポンサーもしている。文化・芸術分野では、群馬県高崎市を本拠地とする群馬交響楽団の法人賛助会員をしている。

### 社会活動
2011年の東日本大震災では、上毛新聞社を通しての義援金の送付や被災者への老眼鏡の無償提供、避難者への割引を行った。2016年熊本地震発生時は、群馬テレビを通じ義援金の送付を行っている。
2016年からはライオンズクラブへ、中古メガネを寄贈し不要メガネのリサイクル活動を行っており、累計12,200本以上（2024年4月現在）を寄贈している。
2020年5月、日本国内の新型コロナウィルス感染症拡大による物資不足の際に各自治体にフェイスシールドを寄付している。（群馬県-3,000個、埼玉県本庄市、熊谷市、吉川市に各200個、栃木県佐野市に200個、長野県佐久市へ200個）
2021年6月には、ＳＤＧｓへの取組を発表している。2022年1月には、群馬県前橋市にある群馬県立盲学校へ『暗所視支援眼鏡』寄付の支援を行った。
2024年1月の能登半島地震では、上毛新聞社を通しての義援金の送付を行った。

## 主な取扱いブランド
レイバン、リンドバーグ（エアチタン、エアチタニウム）、アイメトリクス、ポラリス、フォーナインズ、オークリーなどの有名ブランドから、元フィギュアスケート選手の浅田真央プロデュースメガネ「maomao」、スペインのプロサッカーチームFCバルセロナのメガネ、モデルでタレントの池田美優（みちょぱ）とのコラボレーションメガネやサングラス、フリーランスのイラストレーター慧子とのコラボレーションメガネ、井上咲楽プロデュースメガネ「チェリーブロッサム」などを取り扱う。
自社オリジナル商品として、軽量メガネ「Plumage（プリュマージュ）」や「VA3（ブイエースリー）」「BESTEYES（ベストアイズ）シリーズ」などがあり、補聴器では「美音(みおん)」がある。

## 沿革
- 1924年 - 佐波郡伊勢崎町南町（現在の伊勢崎市緑町）にて初代社長 板垣八郎が創業（のちに本町に移動）
- 1957年 - 二代目 板垣時央（現会長）に継承
- 1981年 - 株式会社に組織変更
- 1984年 - 支店1号店を富岡市に出店
- 1986年 - 本格的チェーン展開始動
- 1991年 - 長野県へ進出　20店舗達成
- 1993年 - 埼玉県へ進出
- 1997年 - 大型旗艦店、伊勢崎宮子店オープン　30店舗達成
- 2000年 - 北関東最大級の視聴覚総合館、高崎本店オープン
- 2002年 - 三代目現社長 板垣雅直に継承　栃木県へ進出
- 2004年 - ITTO個別指導学院　FC事業展開開始
- 2012年 - 機能訓練特化型デイサービス ゲンキネクスト GENKI NEXT　FC事業展開開始（2017年まで）
- 2014年 - 創業90周年　シニア向けアンテナショップとして伊勢崎宮子店（現グランド伊勢崎店）内にアクティブシニア館オープン
- 2015年 - 群馬県東毛地区の大型旗艦店として太田本店を増床リニューアル。
- 2015年 - ソフトバンクから発売された人型ロボット『Pepper(ペッパー)』を店頭導入
- 2016年 - CSR活動として、開発途上国にリサイクルメガネを贈呈開始。（贈呈本数10,200本超:2022年2月現在）
- 2017年 - 出張訪問用の移動店舗として「移動販売車」でのサービスを導入。
- 2018年 - 大型旗艦店の伊勢崎宮子店が体験型メガネショップ「グランド伊勢崎店」にリニューアル。
- 2018年 - オリジナルの軽量メガネフレーム「プリュマージュ」（2つの特許申請技術の業界初フルナイロール・フレーム）発売。
- 2019年 - 創業95周年
- 2019年 - 高崎本店内にビジョントレーニングを目的とした「スポーツビジョンコーナー」を設置。
- 2020年 - ビデオ通話アプリを利用した「オンライン接客」サービスを導入。
- 2020年 - 池田美優（みちょぱ）プロデュースメガネとサングラスの販売開始。
- 2021年 - 厚生労働省よりくるみん認定・えるぼし認定を同時に受け、経済産業省より健康経営優良法人にも認定。
- 2022年 - 初のオリジナル補聴器「美音(みおん)」発売。
- 2022年 - 伊勢崎市文化会館のネーミングライツを取得。愛称は「メガネのイタガキ文化ホール伊勢崎」
- 2024年 - 4月1日に創業100周年
- 2024年 - 100周年イメージキャラクターに群馬県出身のタレント中山秀征を起用。
- 2024年 - 𠮷岡店を増床し大型店化。「グランド𠮷岡店」にリニューアル。

## 店舗

### 群馬県エリア｜県央エリア
- 伊勢崎本店・グランド伊勢崎店・伊勢崎うえはす店・伊勢崎西友楽市店・伊勢崎韮塚店・前橋本店・前橋箱田店・前橋三俣店・大胡店・玉村店・グランド吉岡店

### 群馬県エリア｜西毛エリア
- 高崎本店・高崎石原店・高崎福島店・吉井店・榛名店・富岡本店・富岡バイパス店・藤岡店・安中店

### 群馬県エリア｜東毛エリア
- 太田本店・イオンモール太田店・フォリオ大泉店・館林本店・桐生新宿店・笠懸店

### 群馬県エリア｜北毛エリア
- 渋川店・沼田材木町店・原町店

### 長野県エリア
- 佐久本店・イオンモール佐久平店

### 埼玉県エリア
- 熊谷店・深谷上柴店・本庄店・吉川店

### 栃木県エリア
- イオンモール佐野新都市店